# Szokoli Mehmed pasa hídja

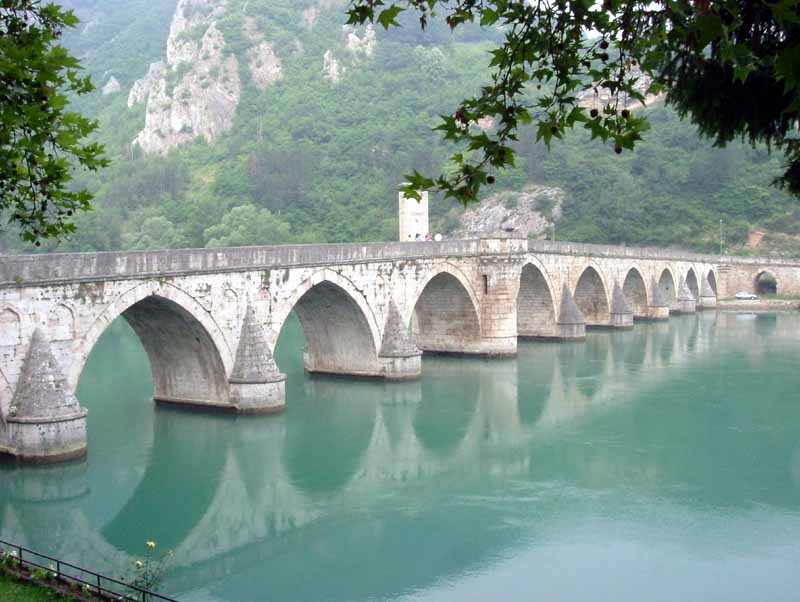
A híd napjainkban

Szokoli Mehmed pasa hídja Višegrad város leghíresebb hídja Bosznia-Hercegovinában. 

## Történelem
A Drinán átívelő híd 1571 és 1577 között épült az Isztambul–Szarajevó út (Carigradska džada) mentén, amelyet Szokoli Mehmed  budai pasa építtetett. Ő a közeli Sokolović nevű településen született. Innen ered a neve is: Mehmed Sokolović.
A hidat 1664-ben, 1875-ben, 1911-ben, 1939-ben és 1940-ben javították. 
1914-1915-ben a híd egy részét dinamittal felrobbantották; ezt a háborút követően ideiglenesen megjavították. Az eredeti tervek szerinti újjáépítés 1939-ben történt. A második világháború során 1943-ban a híd öt ívét teljesen lerombolták. 1950-1952 között építették újjá a megmaradt részek mintájára. 1980-1982 között elkezdték az alapozás felújítását, amit azonban az anyagi források hiánya miatt nem fejeztek be.
2007-ben a világörökség részévé nyilvánították.

## Jellemzői
A híd közepén található a szófa-kapu, amely szélesebb a híd átlagos szélességénél. Itt az emberek megállhattak és csodálhatták a tájat. A hídnak 11 íve van. A legkisebb 5,2 méter, amely a folyó jobb partjánál található. A többi tíz nagysága 10,7-14,8 méter közötti. A híd szerkezete kilenc nagy kőpilléren nyugszik, melyek szélessége 3,5-4 méter, hosszúsága 11,5 méter. A bal parton a sarkon egy rámpa található. A híd útpályájának szélessége 6 méter. A körülvett falak vastagsága 60 cm, hosszuk 179,44 méter. A rámpa szélessége 6,6 méter, kerítéssel együtt a hossza 120 méter. A rámpán 4 íves nyílás van, egy nagyobb a sarkon (4,5 méter) és 3 kisebb a Drina felett. 
A köveket a közeli Banjából hozták, 5 km-re a Drina jobb partjától. A híd közepén 2 torony áll. A tornyokban őrök álltak, akik figyelték a híd forgalmát.
A híd több áradást is kibírt. A legnagyobb, amit feljegyeztek 1896-ban volt, ekkor 1,6 méterrel volt magasabb a Drina a megszokottnál. A Durmitor vidékéről induló Drina-rafting-túrák végpontja a hídnál van.

## Regény
Ivo Andrić regénye, a Híd a Drinán (Na Drini ćuprija) a hidat helyezi a középpontba. A híd felépítésétől egészen 1914-ig meséli el a város változását. Ezért a műért az író Nobel-díjat kapott.

## Külső hivatkozások
- Aneks 8 bizottság
- A monumentális épületek listája
- Szokoli Mehmed pasa hídja az UNESCO világörökség honlapján (angolul)